# Ronnie Hawkins
Ronald "Ronnie" Hawkins (Huntsville, 10 de janeiro de 1935 – Ontário, 29 de maio de 2022) foi um músico estadunidense/canadense de rock and roll. Conhecido como "Rompin' Ronnin" Hawkins ou "The Hawk", ele foi uma das figuras-chave do cenário de rock em Toronto, Canadá, no final dos anos 60. Seus singles de maior sucesso são "Forty Days" e "Mary Lou", que tiveram grande impacto quando de seu lançamento em 1959.
Hawkins é lembrado também por seu papel não-intencional de caça-talentos, tendo um participação fundamental no estabelecimento de bandas de apoio de destaque, sendo a mais bem-sucedida formada a partir de seu grupo The Hawks. Depois de mudar-se para Ontario, todos os integrantes deixaram a banda, com exceção do baterista Levon Helm; eles foram substituídos por quatro músicos canadenses que eventualmente seguiram carreira própria com Helm, servindo como banda de apoio de Bob Dylan em meados dos anos 60 e eventualmente adotando o nome The Band. Outros músicos recrutados por Hawkins juntaram-se à formação dos grupos Robbie Lane & The Disciples e a Full Tilt Boogie Band de Janis Joplin.

## Morte
Ronnie morreu no dia 29 de maio de 2022, aos 87 anos de idade, em Ontário, Canadá.

## Discografia
- 1959 Ronnie Hawkins
- 1960 Mr. Dynamo
- 1961 Sings the Songs of Hank Williams

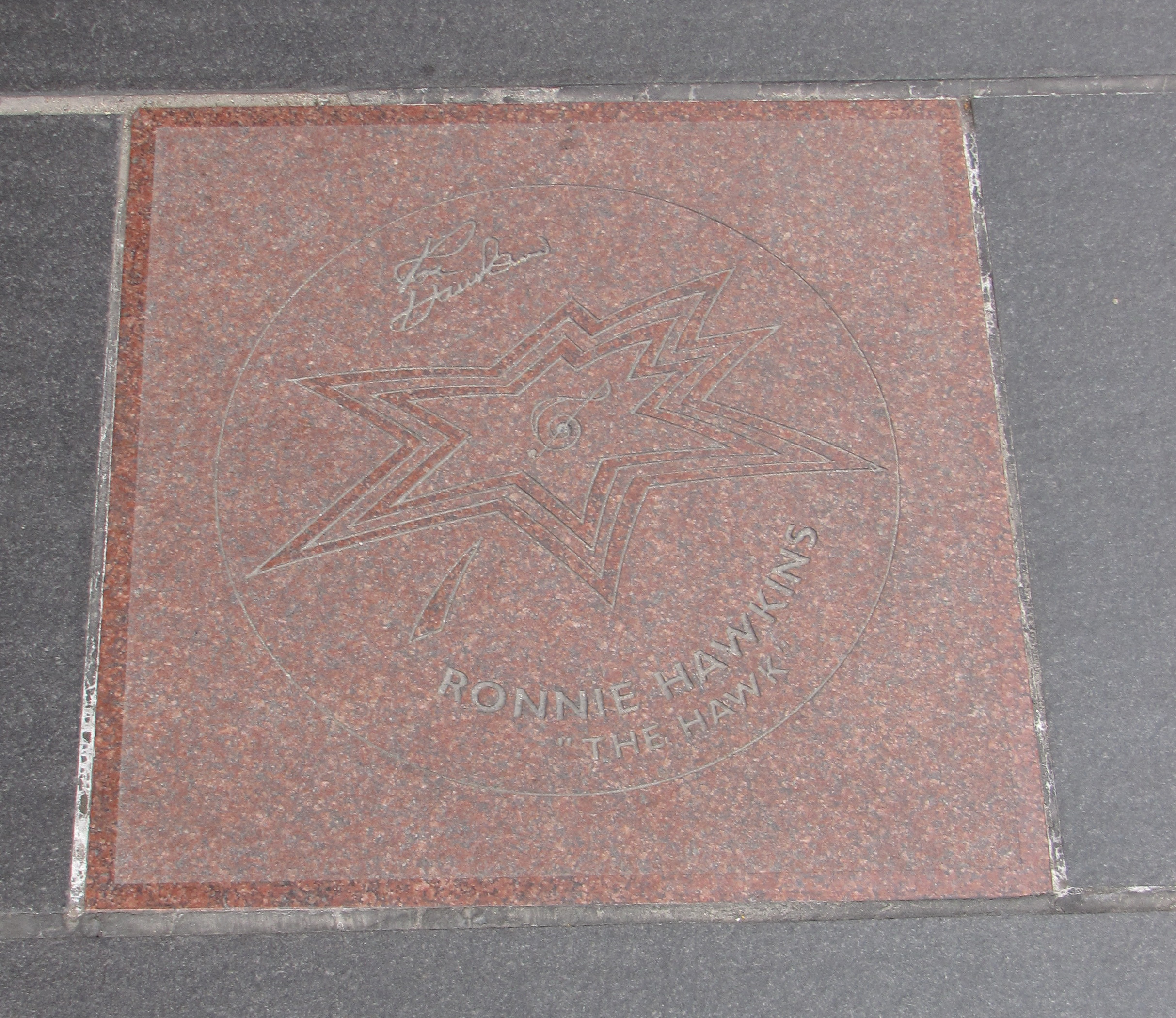
Estrela de Ronnie Hawkins na Calçada da Fama do Canadá.

- 1963 The Best

- 1964 Mojo Man
- 1970 The Best
- 1970 Ronnie Hawkins
- 1971 The Hawk
- 1972 Rock and Roll Resurrection
- 1974 Giant of Rock'n Roll
- 1977 Rockin'
- 1979 The Hawk
- 1981 A Legend in His Spare Time
- 1982 The Hawk and Rock
- 1984 Making It Again
- 1987 Hello Again ... Mary Lou
- 1995 Let It Rock
- 2002 Still Cruisin'